# Jarmo Kekäläinen
Jarmo Kekäläinen (né le 3 juillet 1966 à Tampere en Finlande) est un joueur professionnel finlandais de hockey sur glace devenu entraîneur et dirigeant. Il évolue au poste d'attaquant.

## Biographie

### Carrière en club
Il commence sa carrière en 1983 avec le KalPa Kuopio dans la I divisioona. Il découvre la SM-liiga en 1985 avec l'Ilves Tampere. Il part en Amérique du Nord en 1987 et joue pour les Knights de l'Université Clarkson dans le championnat NCAA. Il a évolué dans la Ligue nationale de hockey avec les Bruins de Boston puis les Sénateurs d'Ottawa.
Il met un terme à sa carrière en 1995 après une saison dans l'Elitserien avec le VIK Västerås HK.

### Carrière internationale
Il représente la Finlande au niveau international. Il prend part aux sélections jeunes.

### Carrière de dirigeant
Il est nommé directeur général du HIFK en 1995 puis scout des Sénateurs d'Ottawa. Il a occupé le poste de scout puis de directeur général assistant chez les Blues de Saint-Louis. Il a dirigé le Jokerit de 2010 à 2013. 
En 2013, il devient le premier Européen directeur-général d'une franchise de la Ligue nationale de hockey, chez les Blue Jackets de Columbus. Il est congédié 11 ans plus tard, soit le 15 février 2024, à quelques semaines de la date limite des transactions. Le club était sous pression avec un dossier de 16-26-10 et du fait que l'équipe n'avait pas réussi à se tailler une place en séries éliminatoires depuis 2020.

## Statistiques

### En club
| Saison     | Équipe                              | Ligue        |    | Saison régulière | Saison régulière | Saison régulière | Saison régulière | Saison régulière |   | Séries éliminatoires | Séries éliminatoires | Séries éliminatoires | Séries éliminatoires | Séries éliminatoires |
| Saison     | Équipe                              | Ligue        | PJ | B                | A                | Pts              | Pun              | PJ               | B | A                    | Pts                  | Pun                  |                      |                      |
| 1983-1984  | KalPa Kuopio                        | I divisioona | 23 | 0                | 1                | 1                | 2                |                  |   |                      |                      |                      |                      |                      |
| 1984-1985  | KalPa Kuopio                        | I divisioona | 35 | 10               | 7                | 17               | 6                |                  |   |                      |                      |                      |                      |                      |
| 1985-1986  | Ilves Tampere Jr.                   | Finlande Jr. | 9  | 12               | 6                | 18               | 4                | 3                | 0 | 1                    | 1                    | 0                    |                      |                      |
| 1985-1986  | Ilves Tampere                       | SM-liiga     | 29 | 6                | 6                | 12               | 8                |                  |   |                      |                      |                      |                      |                      |
| 1986-1987  | Ilves Tampere Jr.                   | Finlande Jr. | 12 | 12               | 10               | 22               | 16               | 4                | 0 | 3                    | 3                    | 6                    |                      |                      |
| 1986-1987  | Ilves Tampere                       | SM-liiga     | 42 | 3                | 4                | 7                | 4                |                  |   |                      |                      |                      |                      |                      |
| 1987-1988  | Golden Knights de Clarkson          | ECAC         | 32 | 7                | 11               | 18               | 38               |                  |   |                      |                      |                      |                      |                      |
| 1988-1989  | Golden Knights de Clarkson          | ECAC         | 31 | 19               | 25               | 44               | 47               |                  |   |                      |                      |                      |                      |                      |
| 1989-1990  | Golden Knights de Clarkson          | ECAC         | 8  | 9                | 9                | 18               | 4                |                  |   |                      |                      |                      |                      |                      |
| 1989-1990  | Bruins de Boston                    | LNH          | 11 | 2                | 2                | 4                | 8                |                  |   |                      |                      |                      |                      |                      |
| 1989-1990  | Mariners du Maine                   | LAH          | 18 | 5                | 11               | 16               | 6                |                  |   |                      |                      |                      |                      |                      |
| 1990-1991  | Bruins de Boston                    | LNH          | 16 | 2                | 1                | 3                | 6                |                  |   |                      |                      |                      |                      |                      |
| 1990-1991  | Mariners du Maine                   | LAH          | 11 | 2                | 4                | 6                | 4                | 1                | 0 | 1                    | 1                    | 0                    |                      |                      |
| 1991-1992  | KalPa Kuopio                        | SM-liiga     | 24 | 2                | 8                | 10               | 24               |                  |   |                      |                      |                      |                      |                      |
| 1992-1993  | Tappara Tampere                     | SM-liiga     | 47 | 15               | 12               | 27               | 34               |                  |   |                      |                      |                      |                      |                      |
| 1993-1994  | Sénateurs d'Ottawa                  | LNH          | 28 | 1                | 5                | 6                | 14               |                  |   |                      |                      |                      |                      |                      |
| 1993-1994  | Senators de l'Île-du-Prince-Édouard | LAH          | 18 | 6                | 6                | 12               | 18               |                  |   |                      |                      |                      |                      |                      |
| 1994-1995  | VIK Västerås HK                     | Elitserien   | 32 | 1                | 5                | 6                | 32               | 1                | 0 | 0                    | 0                    | 0                    |                      |                      |
| Totaux LNH | Totaux LNH                          | Totaux LNH   | 55 | 5                | 8                | 13               | 28               |                  |   |                      |                      |                      |                      |                      |

### En équipe nationale
| Année | Compétition                 |   | PJ | B | A | Pts | Pun                    |  | Résultat |
| 1986  | Championnat du monde junior | 7 | 4  | 3 | 7 | 2   | Sixième place          |  |          |
| 1991  | Coupe Canada                | 6 | 0  | 1 | 1 | 0   | Défaite en demi-finale |  |          |